# Zatchepylivka
Zatchepylivka (ukrainien : Зачепилівка) est une commune urbaine de l'oblast de Kharkiv, en Ukraine. Elle dépend administrativement du raïon de Berestyn (anciennement  	Krasnohrad), et compte 3 101 habitants en 2024.

## Géographie
Localisée dans la partie sud de l'oblast de Kharkiv, près de la limite administrative avec l'oblast de Dnipropetrovsk, la commune est assise sur la rive sud de la rivière Berestova, affluente de la rivière Oril, en rive gauche du fleuve Dniepr. Elle se trouve à 115 kilomètres au sud-ouest de la ville de Kharkiv.